# APACHE
APACHE (Arme Planante À Charges Éjectables) – konwencjonalny pocisk manewrujący dalekiego zasięgu o niskiej wykrywalności, służący do niszczenia ważnych celów powierzchniowych. Pocisk ewoluował od zasobnika szybującego, poprzez pocisk manewrujący aby na jego bazie zaprojektować i wybudować Storm Shadow.

## Historia

### Geneza
Doświadczenia jakie wyniesiono między innymi z wojny Jom Kipur z 1973 roku, wskazywały, iż użycie lotnictwa do zaatakowania silnie bronionych celów, lotnisk, centrów dowodzenia, rejonów koncentracji, wiążące się z wejściem w zasięg rażenia systemów przeciwlotniczych przeciwnika, będzie skutkowało wysokimi stratami. Wśród potencjalnych strategii przenikania przez obronę przeciwlotniczą, między innymi lot z dużą prędkością na niskim pułapie, znalazła się również koncepcja używania dysponujących dużym zasięgiem środków bojowych, mogących razić cele po wystrzeleniu ich z dużej od nich odległości. Pozostając tym samym, poza zasięgiem rażenia nieprzyjacielskiej obrony. Koncepcja tego typu broni otrzymała nazwę stand-off (pozostań z boku). Uzbrojeniem wykorzystującym tego typu technologię, w latach 70. ubiegłego wieku dysponowały jedynie Stany Zjednoczone i Związek Radziecki ale w tym samym okresie, wstępne prace nad podobnym uzbrojeniem rozpoczęto w niektórych państwach NATO. Były to głównie prace koncepcyjne, podstawowymi barierami, które hamowały rozwój był brak odpowiednio małych i tanich systemów naprowadzania jak również efektorów bojowych. Ówczesne pociski manewrujące przenosiły duże i ciężkie głowice bojowe. Europejskie prace zakładały, iż pocisk będzie przenosił różnego rodzaju sub-amunicje, wysoce autonomiczną, zdolną do rażenia wybranych celów.

### Zasobnik szybujący
W 1979 roku francuska Matra rozpoczęła prace nad nowym rodzajem uzbrojenia, zasobnikiem szybującym klasy stand-off, przenoszącym bomby przeciwbetonowe Samanta, przeznaczone do niszczenia pasów startowych lub podpociski Mimosa, przeznaczone do niszczenia zgrupowań pojazdów pancernych. Masa zasobnika miała dochodzić do 1000 kg a jego zasięg, w zależności od projektu od 15 do 50 km. Podobnym doświadczeniem dysponowała niemiecka Messerschmitt-Bölkow-Blohm. Od 1976 roku biorąca udział w pracach nad zasobnikiem Jumbo, który w przyszłości miał się stać systemem CWS (Container Weapon System). Pozyskanie tego typu uzbrojenia znalazło się w planach francuskiej armii. W maju 1983 roku, obydwie firmy postanowiły skonsolidować swoje wysiłki i podpisały porozumienie o Matra podpisała porozumienie o współpracy przy budowie i rozwoju nowego zasobnika szybującego typu stand-off APACHE (Arme Planante À Charges Éjectables). Do walki o nowy projekt dla francuskiej armii włączyło się również konsorcjum składające się z francuskiej Aérospatiale i Thomson-Brandt oraz niemieckiego Dorniera . Konsorcjum zaproponowało konstrukcje oznaczoną jako Mobidic, będącą zmodernizowaną wersją zasobnika firmy Thomson-Brandt, oznaczonego jako Pegase. W 1984 roku, po analizie obydwu konstrukcji, do dalszych prac skierowano projekt Matry i MBB, zasobnik APACHE-CWS.
Wstępny projekt zakładał zbudowanie kilku wersji zasobnika. Pierwsza, nieoddzielana od samolotu-nosiciela, wypełniona sub-amunicją, zakładała przelot maszyny nad celem i wówczas dopiero zrzucenie znajdujących się w zasobniku efektorów bojowych. Druga wersja zakładała budowę zasobnika pozbawionego skrzydeł, zrzucanego z samolotu nosiciela 15 km przed celem. Kolejnym wariantem miał być zasobnik uskrzydlony, pozbawiony silnika, zrzucany z odległości do 25 km od celu i zasobnik uskrzydlony, napędzany silnikiem rakietowym, zrzucany w odległości do 50 km od celu. W 1985 roku Armée de l’air zmodyfikowały swoje wymagania, oczekując zwiększenia zasięgu do 80-150 km. Zrezygnowano z prac nad wersjami nieoddzielanymi od samolotu i nieuskrzydlonymi, pozostając przy wariancie z rozkładanymi skrzydłami i z silnikiem lub bez niego. Jednostką napędową miał być silnik odrzutowy lub rakietowy. Pierwsze próbne odpalenie pocisku ale bez napędu, odbyło się w maju 1987 roku, nosicielem był Dassault Mirage F1. W tym samym roku z projektu wycofała się MBB, motywując to potrzebą skupienia się na pracach nad uruchomionym rok wcześniej programem Modular Stand off Weapon - MSOW. Program MSOW początkowo zakładał bardzo szeroką współpracę międzynarodową. Uczestniczyły w nim Kanada, Francja, Hiszpania, USA, Wielka Brytania, Niemcy i Włochy. Jednak z czasem, wobec braku porozumienia mającego na celu wypracowanie wspólnych wymagań taktyczno-technicznych, program zakończono. Tymczasem Francuzi, po rezygnacji Niemców, podjęli decyzje o kontynuacji projektu APACHE ale okrojonego jedynie do wersji napędzanej silnikiem turboodrzutowym o zasięgu 150 km.

### Pocisk manewrujący

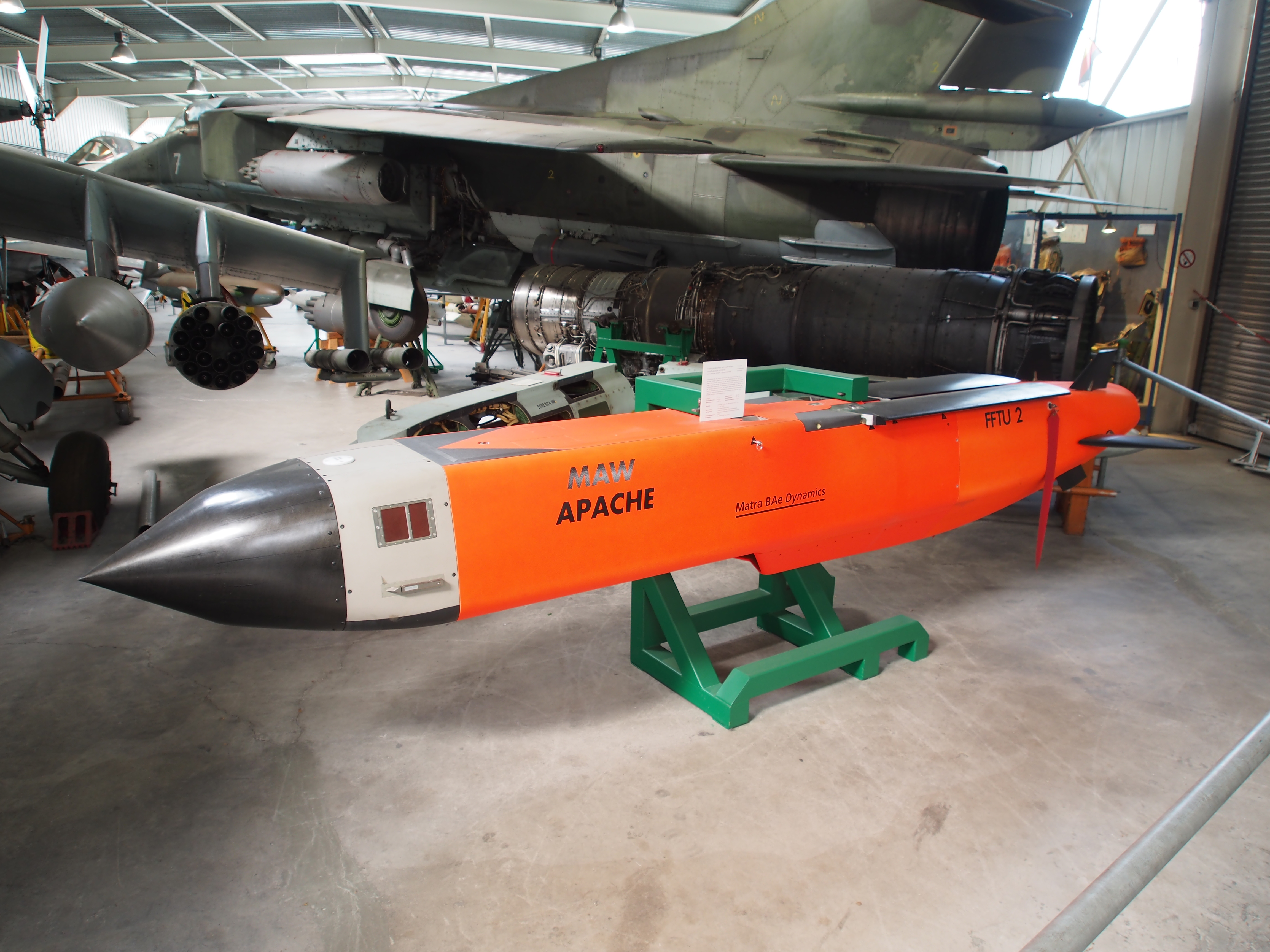
APACHE na wystawie muzealnej

Tymczasem Francuzi, po rezygnacji Niemców, podjęli decyzje o kontynuacji projektu APACHE ale okrojonego jedynie do wersji napędzanej silnikiem turboodrzutowym o zasięgu 150 km. Zmodyfikowano konstrukcje kadłuba, nadając mu kształt obniżający skuteczną powierzchnię odbicia radiolokacyjnego, zadbano również o zmniejszenie emisji jakie generował pocisk w zakresie podczerwieni. Wewnętrzną komorę zmodyfikowano pod kątem przenoszenia różnorodnej subamunicji. We wrześniu 1989 roku, podpisano umowę o finansowaniu dalszych prac z Direction Générale de l'Armement (DGA), francuską Generalną Dyrekcją dz. Uzbrojenia. Finansowanie miało obejmować trzy warianty. APACHE-AP (anti piste), pocisku przeznaczonego do niszczenia pasów startowych, przewidywanej masie rzędu 1230 kg, zasięgu 140-150 km i masie przenoszonej subamunicji 520 kg. APACHE-AI (anti infrastructure), masie startowej wynoszącej 1100 kg, zasięgowi 250-400 km, uzbrojonemu w głowicę burzącą o masie 400 kg, przeznaczonemu do niszczenia celów silnie umocnionych. APACHE-MAW, przeznaczony dla niemieckiej Luftwaffe. Wariant niemiecki przystosowany był do przenoszenia min przeciwpancernych. Głównym wykonawcą została Matra Defense we współpracy z Aérospatiale.
Pocisk był przeznaczony do atakowania ważnych celów powierzchniowych. Baz lotniczych, morskich, centra dowodzenia, łączności, zgrupowań pancernych, artylerii, magazynów amunicji, obiektów przemysłowych. W 1989 roku ukończono prototyp APACHE-AP. W 1992 roku rozpoczęto testy wersji docelowej. W 1994 roku przeprowadzono testy APACHE-AP zrzucanego z Dassault Mirage 2000. Cały czas trwały prace nad kształtem kadłuba, starając się maksymalnie zmniejszyć sygnaturę radarowa pocisku, modyfikując kształt wlotu powietrza do silnika. W kwietniu 1996 roku przeprowadzono pierwszy test ostatecznej wersji APACHE. W latach 1989–1996 zweryfikowano w locie łącznie 14 pocisków. Ich próby potwierdziły przyjęte założenia techniczne.  
W październiku 1997 roku , francuskie siły powietrzne podjęły decyzje o zakupie 120 egzemplarzy APACHE-AP. Pierwsze z nich dostarczono w grudniu 2001 roku. W latach 2008–2009 wszystkie 120 wyprodukowanych pocisków zostało wycofanych aby następnie w latach 2014–2019 zutylizować je. Niemcy planowały wstępnie pozyskać 545 pociski APACHE-MAW. Pocisk w 1994 roku testowano na samolotach Panavia Tornado ale ostatecznie do realizacji zamówienia nie doszło a Niemcy we współpracy ze Szwecją, w 1997 roku rozpoczęły prace, które ostatecznie doprowadziły do powstania Taurus KEPD 350.

### APACHE-C
Jeszcze w 1991 roku podjęto prace analityczne rozbudowujące możliwości pocisku. Nowa wersja, oznaczona wstępnie jako APACHE-C (croisière) miała dysponować zasięgiem rzędu 400-600 km. Nowa konstrukcja miała charakteryzować się większą autonomicznością a obok wersji przeznaczonej dla samolotów, zaplanowano również wersję dla okrętów podwodnych. Pomysł zyskał akceptację i w kwietniu 1993 roku we Francji rozpoczęto prace nad nowym pociskiem w ramach programu APTGD (armement de précision tir à grande distance). Oczekiwano, iż nowa konstrukcja będzie zdolna do przebicia zbrojonego betonu o grubości rzędu 1,8-2 m a to dzięki wzmocnionej głowicy bojowej o masie 400 kg. Głowica miała eksplodować wewnątrz atakowanego obiektu, po przebiciu betonowej ściany. Masa startowa miała wynosić około 1200 kg. Pocisk miał być naprowadzany układem nawigacji bezwładnościowej, połączonym z nawigacjom satelitarną, układem rozpoznania terenu oraz systemem Astrid, radarem i czujnikiem termowizyjnym wykorzystywanym do identyfikacji celu. W czerwcu 1993 roku ogłoszono konkurs, którego celem miało być pozyskanie tego typu pocisku. Do konkursu zgłoszono dwa projekty, Matry z APACHE-C i Aérospatiale z naddźwiękowym pociskiem ASURA. ASURA był zmodyfikowanym pocisk ASMP (Air-Sol Moyenne Portée – powietrze-ziemia średniego zasięgu), w którym zamiast głowicy atomowej, przewidywano instalacje głowice pochodzącej z AS.30L. W grudnia 1994 roku podjęto decyzje o realizacji projektu APACHE-C. Stał się on podstawą, na bazie której zaprojektowano i zbudowano system pocisku autonomicznego dalekiego zasięgu ogólnego przeznacznia (Système de Croisière Autonome à Longue Portée – Emploi Général/SCALP-EG).

## Konstrukcja
Kadłub o prostokątnym przekroju z wyjątkiem części nosowej i ogonowej. W części ogonowej sześć powierzchni sterowych. Kadłub wyposażony w rozkładane skrzydła. Konstrukcja napędzana była silnikiem turboodrzutowym Microturbo TRI 60-30 o ciągu 5,33 kN. Wlot powietrza o trapezowym przekroju umieszczony pod kadłubem. Ładunek bojowym, w wersji APACHE-AP, składał się z 10 podpocisków KRISS (Kill Runway Improved SubSystem), każdy o masie 52 kg i każdy wyposażony w przyśpieszacz rakietowy. Dzięki czemu po opuszczeniu komory APACHE, podpocisk uzyskiwał dodatkową prędkość do przebicia betonowej powierzchni pasa lub płyty lotniska. Zamiast nich, przewidziano możliwość przenoszenia podpocisków przeciwpancernych lub min. Pocisk naprowadzany był poprzez system nawigacji bezwładnościowej połączony z układem identyfikacji celu i milimetrowym radarem Thompson-CSF.
Przed odpaleniem z samolotu, do pocisku przekazywane były dane o pozycji celu, następnie APACHE-AP podążał do celu według ukształtowana terenu. Po wykryciu i identyfikacji następował wyrzut znajdujących się w komorze kadłuba subamunicji. APACHE-AI zamiast radaru milimetrowego miał głowicę termowizyjną, całość wspomagana była odbiornikiem nawigacji satelitarnej.